# Dendrobium cochliodes
Dendrobium cochliodes är en orkideart som beskrevs av Rudolf Schlechter. Dendrobium cochliodes ingår i släktet Dendrobium, och familjen orkidéer. Inga underarter finns listade i Catalogue of Life.